# Jean Lecoutz de Lévizac
Jean-Pons-Victor Lecoutz de Lévizac ou Jean-Pons-Victor Delecouls de Lévizac, est un pédagogue, éditeur et grammairien français du XVIIIe siècle et du début du XIXe siècle. Il est surnommé l'abbé de Lévizac.  
Il est né à Albi le 4 janvier 1745, probablement au château de Lévizac ou en celui de Cantepau (tous deux propriétés de la famille), et mort à Londres en 1813. Il réalise ses études au collège des Jésuites d'Albi, avant d'être nommé chanoine de Vabre, puis vicaire général auprès d'Alexandre-Joseph-Alexis de Bruyère de Chalabre, évêque de Saint-Omer. Homme de lettres, il est lauréat des jeux floraux de Toulouse de 1776.  
Pendant la Révolution, il ne prête pas serment à la Constitution civile du clergé, et il quitte la France, pour se rendre en Hollande, puis à Londres. Il devient alors précepteur de français dans de grandes familles de la noblesse anglaise. Il édite aussi des œuvres de Boileau, de La Fontaine, de Racine et de Mme de Sévigné en Angleterre. 

## Œuvres
- Traité des sons de la langue française. Traité de l'orthographe et de celui de la ponctuation, Londres, A. Dulau, 1800, 106 p.
- Bibliothèque portative des écrivains français, Londres, 1800, 3 vol. ;
- Grammaire française théorique et pratique, Londres, 1805 ;
- Dictionnaire des synonymes, Londres, 1809 ;
- Essai sur la vie et les écrits de Boileau, Londres, 1809.